# One Way Ticket
"One Way Ticket" je skladba, kterou nahrál americký zpěvák Neil Sedaka. Napsali ji Jack Keller a Hank Hunter. Skladba byla původně na B-straně singlu "Oh! Carol"z roku 1959. Známou se však stala díky coververzi od britské disco skupiny Eruption. Coververze byla nahrána pro jejich druhé studiové album Leave a Light. V Evropě se v první polovině roku 1979 tato verze od Eruption stala velkým hitem, přičemž obsadila 1. místa v Rakousku a Švýcarsku, a dostala se do první desítky v žebříčcích v Německu, Holandsku či Švédsku. Dnes je jednou z nejznámějších skladeb skupiny, spolu s dalším hitem "I Can’t Stand the Rain".

## Seznam skladeb
- 7 "Singl (1979)

A. "One Way Ticket" - 3:35
B. "Left Me in the Rain" - 3:54
- 12 "Singl (1979)

A. "One Way Ticket" (Long Version) - 5:05
B. "Left Me in the Rain" - 3:54
- CD Singel (1994)

1. "One Way Ticket" (Radio Version) - 3:58
2. "One Way Ticket" (Club Mix) - 5:58
3. "One Way Ticket" (Never Return Mix) - 5:44
4. "If I Loved You Less" - 4:08

## Pozice v žebříčcích
| Žebříček (1979)                          | Vrcholové pozice |
| ---------------------------------------- | ---------------- |
| Belgie (Ultratop)                        | 2                |
| Nizozemsko (MegaCharts)                  | 5                |
| Francie (SNEP)                           | 4                |
| Německo (Media Control Charts)           | 7                |
| Irsko (Irish Singles Chart)              | 13               |
| Nový Zéland (New Zealand Singles Chart)  | 32               |
| Švédsko (sverigetopplistan)              | 8                |
| Spojené království (UK Singles Chart)    | 9                |
| USA (US Dance Music / Club Play Singles) | 30               |